# Faerie Solitaire
Faerie Solitaire es un videojuego creado y desarrollado por Subsoap. El juego salió a la venta el 15 de marzo de 2009. Este mezcla elementos fantásticos con el solitario y elementos de rol.
Faerie Solitaire ganó el premio de Wall Street Journal al «Juego más adictivo» de 2010.
Faerie Solitaire Remastered fue una remasterización con soporte para idiomas, disponible en español, que se lanzó el 22 de noviembre de 2017.